# IPadOS 26
iPadOS 26 est la seizième version majeure du système d’exploitation iPadOS développé par Apple pour sa gamme de tablettes iPad. Le successeur d’iPadOS 18 a été annoncé lors de la conférence des développeurs d’Apple (WWDC 2025) le 9 juin 2025.

## Fonctionnalités

### Apparence Visuelle
iPadOS 26 dispose de la nouvelle interface visuelle Liquid Glass, celle-ci met en avant des effets de transparence avec un style proche de VisionOS.

### Gestion de fenêtres
Il est maintenant possible de déplacer les applications partout sur l'écran de façon similaire à macOS. Il y a également l'ajout d'un système de commande pour fermer, réduire, redimensionner les fenêtres, ou les disposer en mosaïque.

### Stage Manager
Stage Manager est maintenant disponible avec l'ensemble des iPad pouvant exécuter iPadOS 26.

## Appareils compatibles
iPadOS 26 supporte des appareils avec une puce A12 Bionic ou ultérieur.

## Historique des versions
La première bête destinée aux développeurs d’iPadOS 26 est sortie le 9 juin 2025.
|  | Versions précédentes |  | Version actuelle |  | Version bêta actuelle |  | Mise à jour de sécurité urgente |

| Version                     | Build             | Date de sortie  | Note                                             |
| --------------------------- | ----------------- | --------------- | ------------------------------------------------ |
| 26.0 bêta 1                 | 23A5260n          | 9 juin 2025     | Voir la note de MAJ                              |
| 26.0 bêta 2                 | 23A5276f          | 23 juin 2025    | Voir la note de MAJ                              |
| 26.0 bêta 3                 | 23A5276f 23A5297i | 7 juillet 2025  | Voir la note de MAJ                              |
| 26.0 bêta 4 Bêta publique 1 | 23A5297i          | 22 juillet 2025 | Voir la note de MAJ                              |
| 26.0 bêta 4 Bêta publique 1 | 23A5297m          | 24 juillet 2025 |                                                  |
| 26.0 bêta 5 Bêta publique 2 | 23A5308g          | 5 août 2025     | iOS & iPadOS 26.0 Beta 5 Developer Release Notes |
| 26.0 bêta 5 Bêta publique 2 | 23A5308k          | 7 août 2025     |                                                  |
| 26.0 bêta 6                 | 23A5318c          | 11 août 2025    | iOS & iPadOS 26.0 Beta 6 Developer Release Notes |
| 26.0 bêta 7                 | 23A5326a          | 18 août 2025    | iOS & iPadOS 26.0 Beta 7 Developer Release Notes |